# Ђаволан (лист 1892)
Ђаволан је српски хумористички лист са карикатурама. Лист је штампан у Kрушевцу. Лист је почео да излази 1892. године, али је исте године и престао да излази. Изашла су само два броја.

## Историјат
Ђаволан је школски шаљиви лист. Нису познати ни власници ни аутори овог листа. Прилози у листу потврђују да је се ради о школском гласилу. Овај лист је интересантан зато што је био први крушевачки шаљиви лист који је објављивао и карикатуре. Лист је у рукопису, отисак текста је љубичасте боје са воденим жигом. Текстови у листу су писани двостубачно, писаним и штампаним словима ћирилице.
Према енциклопедији, Енциклопедија Крушевца и околине чији је аутор Слободан Симоновић, на  страни 111 је написано:
| „ | До сада најстарији виђени крушевачки лист, који је сачуван. | ” |

## Периодичност излажења
Лист је излазио недељно једанпут.

## Место издавања и штампарија
Лист је штампан у Крушевцу.

## Галерија
- Ђаволан 1892, бр.2, насловна страна
- Ђаволан 1892, бр.2, страна 3
- Ђаволан 1892, бр.1, страна 2